# Paul Wittich

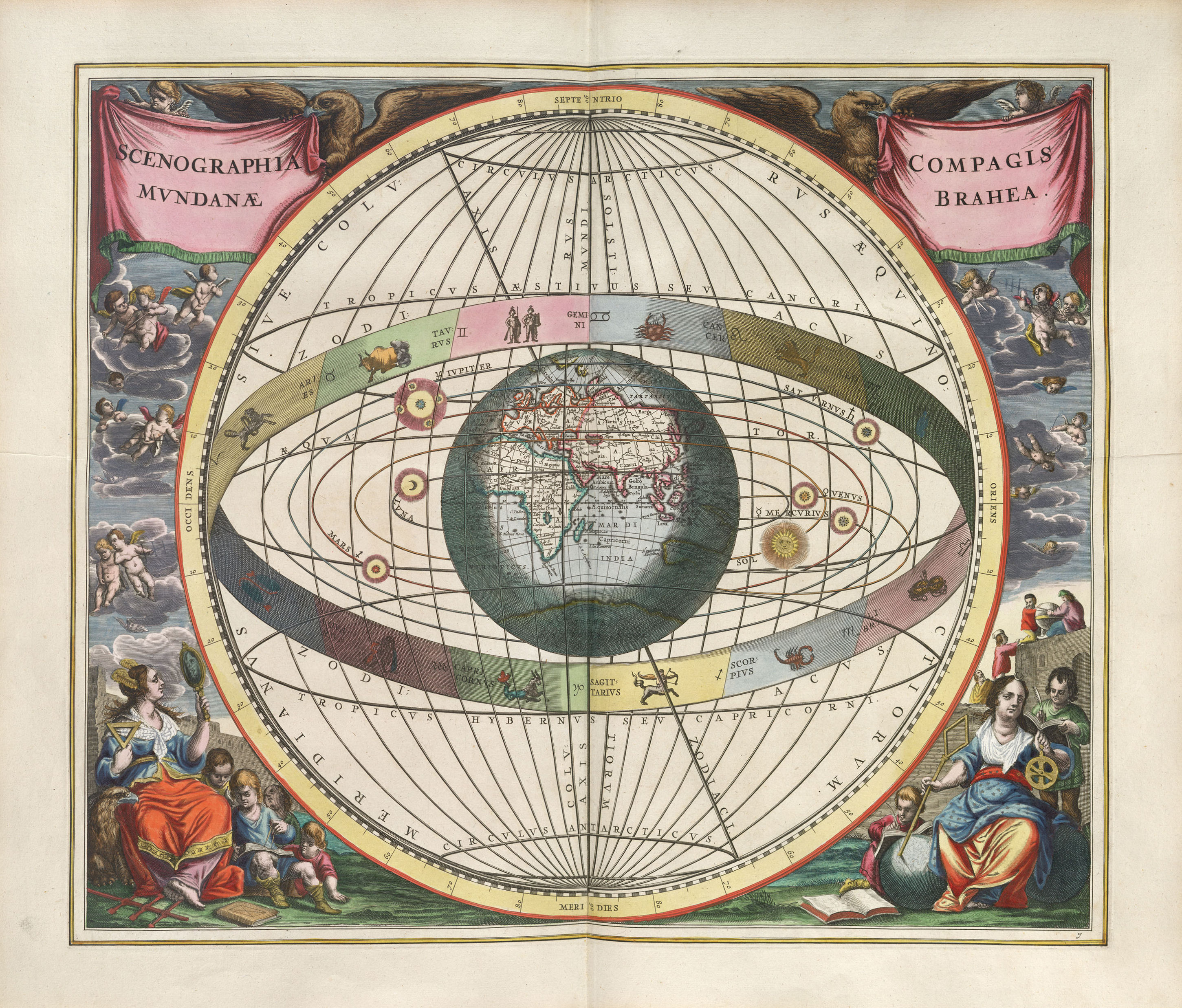
Semi-Tychonisches System nach Paul Wittich in einer Darstellung von 1661

Paul Wittich (* wohl um 1546 in Breslau; † 9. Januar 1586 in Wien) war ein deutscher Mathematiker und Astronom, der das Tychonische System entwarf, welches Tycho Brahe im späten 16. Jahrhundert veröffentlichte.
Wittich studierte ab 1563 bis 1566 an der Universität Leipzig, wo Valentin Thau lehrte, ein weiterer Student dort war Tycho Brahe bis 1565. Mit letzterem zog er 1566 an die Universität Wittenberg, wo er sich 1571 den akademischen Grad eines Magisters der Philosophie erwarb. Später im Sommersemester 1576 trägt er sich in die Matrikel der Universität Frankfurt/Oder ein. Wittich hielt sich um 1580 bei Brahe auf dessen Insel Hven im Öresund auf, wo er in dessen Uraniborg arbeitete. Hinterher verwertete er seine dort gewonnenen Kenntnisse in den Diensten des Landgrafen Wilhelm IV. von Hessen-Kassel.
In seiner Nicolaus-Copernicus-Biographie von 1654 hat Pierre Gassendi Wittich als einen der „Kopernikaner“ von vor 1615 eingestuft.
Die Bedeutung von Wittich in der Kosmologie seiner Zeit sowie das Netzwerk der Wissenschaftler wurde durch Owen Gingerich dokumentiert.